# Schlacht bei Thymbra
Persische Revolte

Hybra – Persische Grenze
Invasion von Anatolien

Pteria – Thymbra – Sardes
Invasion von Babylonien

Opis – Babylon
Die Schlacht bei Thymbra war die entscheidende Schlacht zwischen Krösus und Kyros dem Großen 541 v. Chr. Nach der Niederlage des lydischen Königs bei Pteria verfolgte Kyros Krösus und konnte ihn schließlich bei Thymbra stellen. Die einzigen Quellen der Schlacht sind Herodot und die semihistorische Darstellung Xenophons. Nach der Niederlage von Krösus bei Thymbra und der anschließenden erfolgreichen Belagerung von Sardes konnte der persische Großkönig ganz Lydien in sein Reich eingliedern.

## Ausgangslage
Kyros’ Plan sah vor, den lydischen König mit einem Überraschungsangriff schlagen zu können. Dieser hatte allerdings bei Thymbra in Erwartung des persischen Angriffs fast doppelt so viele Männer zusammenziehen können wie Kyros. Nach Xenophon verfügte Kyros über fast 200.000 Mann, die aus ca. 31.000–70.000 Persern und 126.000 arabischen, armenischen und medischen Hilfstruppen bestanden. Die Perser unter Kyros’ Befehl bestanden aus etwa 20.000 Bogenschützen und Steinwerfern, 20.000 Peltasten, 20.000 Speerträgern und 10.000 Mann Eliteinfanterie/Kavallerie, zu denen wahrscheinlich auch die Unsterblichen gehörten. Daneben führte Kyros noch 300 Streitwagen, 5–6 Belagerungstürme und 300 Mann Kamel-Kavallerie aus Versorgungseinheiten heran.
Die Truppen von Krösus umfassten nach Xenophon 420.000 Mann. Diese sollen aus 60.000 Babyloniern, Lydiern, Phrygiern, Kappadokiern und Angehörigen der Städte des Hellespont bestanden haben. Neben diesen insgesamt 300.000 Soldaten soll Krösus weitere 120.000 Ägypter und 300 Streitwagen in die Schlacht geführt haben.

## Die Schlacht
Kyros formierte seine Truppen zu einem Quadrat und stellte die Kavallerie und seine besten Einheiten hinter dem Quadrat an den Flanken auf. Wie von ihm erwartet griff der lydische König mit seiner Kavallerie über die Flügel die Mitte dieses Quadrates an. Hier wurde die lydische Kavallerie jedoch schon von den Belagerungstürmen und den Bogenschützen erwartet und in die Flucht geschlagen. Nun griff Kyros die schon geschlagene Kavallerie des Krösus an und schlug dessen Armee schließlich in die Flucht.
Nach Herodot hingegen war eine List des Harpagos entscheidend. Die mitgeführten Lastkamele wurden beritten und der lydischen Kavallerie entgegengestellt, deren Pferde durch das Aussehen und den Geruch der Kamele so sehr verschreckt wurden, dass die Reiter zu Fuß kämpfen mussten. Nach vielen Verlusten auf beiden Seiten wurden die Lyder in die Flucht geschlagen.

## Folgen
Nach dem Sieg bei Thymbra konnte Kyros große Teile Lydiens erobern, inklusive der griechischen Städte in Ionien und Äolien, was später zu Aufständen der Griechen gegen die repressive Politik der Perser führen sollte. Nach der anschließenden erfolgreichen persischen Belagerung von Sardes und Gefangennahme des Krösus hörte das lydische Königreich auf zu existieren.